# Бзура
52°22′28″ пн. ш. 20°12′05″ сх. д. / 52.3744464026° пн. ш. 20.2012825012° сх. д.
Бзура (пол. Bzura) — річка в центральній частині Польщі, притока Вісли (у м.Вишогруд). Довжина 166 кілометрів, площа басейну 7788 км².
У 1793–1795 рр.. по нижній течії річки проходив кордон між Польщею та Пруссією.
Під час Другої світової війни тут відбулася битва між Збройними силами Польщі та Вермахтом, що отримало назву «Битва на Бзурі».

## Міста на річці
- Александрув-Лодзький
- Вишогруд
- Згеж
- Ленчиця
- Лович
- Озоркув
- Сохачев